# Кузюрина, Елизавета Владимировна
Елизаве́та Влади́мировна Кузю́рина (22 февраля 1915 — 12 января 2009) — советская актриса театра и кино.

## Биография
Елизавета Кузюрина родилась 22 февраля 1915 года в Москве в семье зубного врача. В 1923 году родители разошлись, и девочка осталась с мамой. В 1929 году окончила школу-семилетку, в 1932 году получила среднее техническое образование по специальности «слесарь-инструментальщик», в 1932—1933 годах работала контролёром-автоматчиком на Втором московском часовом заводе, училась на курсах медсестёр.
В 1935 году поступила на актёрские курсы при киностудии «Межрабпомфильм», но после преобразования студии в «Союздетфильм» в следующем году перевелась в актёрскую школу при студии «Мосфильм», которую и закончила в 1939 году (1940?), после чего была зачислена в штат «Мосфильма». Осенью 1941 года в связи с начавшейся войной вместе с «Мосфильмом» была эвакуирована в Алма-Ату, в 1943 году вернулась обратно. В 1944 году (1945?) принята в Театр-студию киноактёра (ныне — Мастерская «12» Никиты Михалкова).
С 1957 (1959?) по 1983 год работала на Киностудии имени М. Горького.
Последние годы прожила на даче в Подмосковье, опекаемая внуками. Скончалась на 94-м году жизни 12 января 2009 года там же, похоронена на Котляковском кладбище в Москве.

### Личная жизнь
Елизавета Кузюрина была замужем трижды:
- 1939—1940. И.Э. Марон — главный инженер завода «Зоркий». Погиб на Финской войне.
- ?—?. Юрий Домогаров  — актёр. Брак продолжался недолго.
- 1949(?)—1970. Александр Дмитриевич Андреев — писатель, сценарист. Смерть мужа.
  - Сын Игорь, род. в 1960-х, ум. в 1980-х.
    - Два или более внуков.

## Фильмография
- 1939 — Минин и Пожарский — Прасковья Варфоломеевна, жена князя Пожарского
- 1941 — На путях (к/м) — Маша
- 1941 — Суворов — баба с детишками (в титрах не указана)
- 1941 — Боевой киносборник № 3 (в новелле «Антоша Рыбкин»)
- 1941 — Боевой киносборник № 4 (в новелле «Патриотка»)
- 1941 — Боевой киносборник № 6 (в новелле «Пир в Жирмунке») — воспитательница в детсаде
- 1941 — Дело Артамоновых — девушка на свадьбе (в титрах не указана)
- 1942 — Антоша Рыбкин (эпизод)
- 1942 — Котовский — жена Френзовеску
- 1943 — Воздушный извозчик — поклонница Светловидова, девушка в очках (в титрах не указана)
- 1943 — Она защищает Родину — военврач
- 1945 — Родные поля — Манефа
- 1950 — Кубанские казаки — колхозница (в титрах не указана)
- 1950 — Смелые люди — молочница (в титрах не указана)
- 1951 — Кавалер Золотой Звезды — колхозница (в титрах не указана)
- 1951 — Сельский врач — гостья на свадьбе (в титрах не указана)
- 1956 — Есть такой парень — Надежда Павловна
- 1956 — Крутые Горки — Крышкина
- 1956 — Первые радости — сваха (в титрах не указана)
- 1957 — Берёзы в степи — Настасья
- 1958 — Звёздный мальчик — жена Дровосека
- 1958 — На графских развалинах — соседка Бабушкиных, хозяйка кур
- 1958 — Стучись в любую дверь (эпизод)
- 1959 — Жизнь прошла мимо — Матрёна Прохоровна
- 1959 — Верные сердца
- 1961 — Прыжок на заре — Елизавета Дмитриевна
- 1961 — Евдокия (эпизод, в титрах не указана)
- 1963 — Вступление — пассажирка в поезде (в титрах не указана)
- 1964 — Председатель — Мотя Постникова
- 1965 — Одиночество — Прасковья Сторожева
- 1966 — Путешественник с багажом (эпизод)
- 1968 — Служили два товарища — дама в гостинице (в титрах не указана)
- 1969 — Каждый вечер в одиннадцать — начальница машинописного бюро (в титрах не указана)
- 1970 — Варвара-краса, длинная коса — мамка
- 1970 — Ночной звонок — соседка
- 1970 — Трое
- 1970 — Переступи порог — мать одного из десятиклассников
- 1972 — Седьмое небо — экскурсантка (в титрах не указана)
- 1973 — Сибирячка — женщина в поезде
- 1973 — Ищу человека — воспитательница
- 1974 — Ни слова о футболе — директор школы
- 1975 — Фронт без флангов — беженка (в титрах не указана)
- 1975 — Невеста с севера — дежурная в гостинице
- 1976 — Когда наступает сентябрь — соседка на балконе
- 1977 — Тимур и его команда (эпизод)
- 1978 — И это всё о нём — Василиса Дмитриевна, официантка
- 1978 — И снова Анискин — Василиса, деревенская женщина
- 1978 — Последняя двойка (эпизод)
- 1979 — Кузнечик — Муся
- 1979 — Поэма о крыльях — домоуправ
- 1980 — Город принял — соседка-свидетельница
- 1980 — С любимыми не расставайтесь (эпизод, в титрах не указана)
- 1980 — Петровка, 38 — жена Прохора
- 1980 — Полёт с космонавтом — доярка
- 1982 — На чужом празднике — тётя Лиза

После завершения кинокарьеры
- 1985 — Кин-дза-дза! — шансонетка в фильме «Котовский» (1942) в телевизоре в квартире Машкова

### Озвучивание
- 1958 — Не та, так эта — Сенем (роль Б. Шекинской)
- 1960 — Эхо — хозяйка (роль М. Клетниеце)
- 1973 — Колокольчик (к/м) — жена Мамеда (роль С. Меджидовой)